# Enya (album)
Az Enya (később megjelent The Celts címen is) Enya ír zeneszerző és énekesnő első albuma. 1987-ben jelent meg. A zene eredetileg az 1986-ban készült The Celts dokumentumfilm-sorozathoz készült.
Az 1986-ban felvett albumot először 1987-ben, a filmsorozat bemutatásakor adták ki, először az Egyesült Királyságban a BBC, majd Észak-Amerikában az Atlantic Records. 1992-ben a Warner Music az albumot kisebb módosításokkal újra kiadta, The Celts címen. Az eredeti, Enya című kiadást már nem gyártják, a gyűjtők szemében ezért értékes ritkaságnak számít.
A The Fugees 1996-ban engedély nélkül felhasználta az album Boadicea című számát Ready or Not című számukhoz. Enya be akarta perelni az együttest szerzői jogai megsértése miatt, mikor azonban megtudta, hogy a The Fugees nem gangsta rap együttes, elállt a pertől. A The Score című Fugees-albumnak – melyen a szám szerepel – utólag matricákkal látták el a példányait, feltüntetve rajtuk Enya nevét. A Boadiceát Mario Winans is felhasználta I Don’t Wanna Know című számához (2004). Producere, P. Diddy állítólag személyesen kereste fel Enyát, és a bevétel 60%-át nekiadta. Nevét mindenhol megemlítették a számmal kapcsolatban („Mario Winans featuring Enya and P. Diddy”). A dal nagy siker lett, 2004-ben a második helyre került a Billboard Hot R&B/Hip-Hop Singles & Tracks listáján.
A Boadicea felkerült a Sleepwalkers című film filmzenealbumára is (1992).
A The Celts filmzenéjét később felhasználták a The Memory of Earth videokiadásához, melynek producere David Bickley.
Az albumon nincs rajta az összes zene, melyet Enya a dokumentumfilm-sorozathoz készített. 2005-ben a kiadatlan számok egyike, a Spaghetti Western Theme, mely Hugo Montenegro stílusában készült, a tv-sorozat egyik producerének emlékére felkerült az Amarantine kislemezére.

## Dalok
1. The Celts – 2:50
2. Aldebaran (Ridley Scottnak ajánlva) – 3:05
3. I Want Tomorrow – 4:02
4. March of the Celts – 3:10
5. Deireadh an Tuath – 1:43
6. The Sun in the Stream – 2:55
7. To Go Beyond, Pt. 1 – 1:20
8. Fairytale – 3:03
9. Epona – 1:36
10. Triad: St. Patrick / Cú Chulainn / Oisin – 4:25
11. Portrait –  1:23 1
12. Boadicea – 3:30
13. Bard Dance – 1:23
14. Dan y Dŵr – 1:41
15. To Go Beyond, Pt. 2 – 2:50

1 Az 1990-es években a Warner által újra kiadott albumon az eredeti dalt (Portrait) lecserélték egy hosszabb (3:11) változatra, a Portrait (Out of the Blue)-ra, ami elsőként az Orinoco Flow kislemezén jelent meg. Az eredeti, 1:23 perces változat csak a BBC és az Atlantic által kiadott albumokon található meg.

## Kislemezek
- I Want Tomorrow (1987)
- The Celts (1992; az album új kiadása alkalmából)

## Közreműködők
- Enya – minden más hangszer, vokálok
- Patrick Halling – hegedű
- Arty McGlynn – elektromos gitár
- Liam O'Flynn – ír duda
- Roma Ryan – dalszövegek
- Minden dal zenéjét Enya szerezte. Megjelent az Aigle Music gondozásában.
- Az I Want Tomorrow és a Dan y Dw szövegét Roma Ryan írta.
- A The Celts, March of the Celts, Aldebaran és Deireadh an Tuath című számok szövegét Enya és Roma Ryan írták.
- A St. Patrick szövege az eredeti ír népdalé.
- Enya: vokálok, zongora, Juno 60, DX7, Emulator II és Kurtzweil
- Zenei átdolgozás: Enya és Nicky Ryan.
- Készült a következő stúdiókban: BBC Enterprises Studio Woodlands, London és Aigle Studios, Dublin.
- Producer: Nicky Ryan
- Executive Producer: Bruce Talbot
- Mérnökök: Nigel Reid, Nicky Ryan
- Borítótervező és művészeti rendező: Mario Moscardini
- Fotós: Martyn J. Adleman
- Átdolgozta Sam Feldman az Atlantic Studios-nál (New York City)

## Slágerlistás helyezések
| Év   | Slágerlista             | Legfelső helyezés |
| ---- | ----------------------- | ----------------- |
| 1990 | USA, Top New Age Albums | 14                |
| 1992 | Brit albumslágerlista   | 10                |